# Sân vận động bóng đá quốc gia Nicaragua
Sân vận động bóng đá quốc gia Nicaragua (tiếng Tây Ban Nha: Estadio Nacional de Fútbol de Nicaragua) ở Managua, Nicaragua, là sân nhà của đội tuyển bóng đá quốc gia Nicaragua. Lễ cắt băng chính thức, có sự tham dự của chủ tịch FIFA Sepp Blatter, diễn ra vào ngày 14 tháng 4 năm 2011. Trận đấu chính thức đầu tiên là trận đấu giữa đội tuyển bóng đá quốc gia Nicaragua và Panama trong trận đấu vòng loại World Cup 2014, vào ngày 6 tháng 9 năm 2011.

## Tổng quan
Được hình dung sẽ được xây dựng như một sân vận động hiện đại nhất ở Trung Mỹ, kinh phí đã bị thiếu do tham ô từ Sandinistas và sân vận động đang được xây dựng theo từng giai đoạn. Tính đến tháng 4 năm 2011, chỉ có giai đoạn đầu tiên hoàn thành cho đến nay. Giai đoạn đầu tiên bao gồm xây dựng bề mặt sân, phòng thay đồ cho các đội và quan chức, và một khán đài chính. Giai đoạn thứ hai và tương lai bao gồm các khu vực kết thúc (đang xây dựng) cũng như một trung tâm truyền thông và hộp báo chí.
Sân vận động bóng đá quốc gia đôi khi bị nhầm lẫn với sân vận động quốc gia cũ, Sân vận động Quốc gia Dennis Martínez ở trung tâm Managua. Sân vận động đó được xây dựng vào năm 1948, chủ yếu là sân vận động bóng chày. Và thực tế nó là một sân vận động được sử dụng bởi đội tuyển quốc gia trước khi xây dựng sân vận động hiện tại. Bóng đá ngày càng phổ biến ở Nicaragua và đã buộc phải có tiếng nói trong việc bảo vệ một sân vận động mới của riêng mình.